# Сандулова Ганна Василівна
Га́нна Васи́лівна Санду́лова  (* 1914 — після 1977) — вчена в галузі фізики кристалів родом з Росії (Курська область).
Від 1945 викладала у Львівському політехнічному інституті. У 1962-1976 роках очолювала кафедру  напівпровідникової електроніки
Кандидат фізико-математичних наук, доктор технічних наук.
Проводила дослідження в галузі кристалізації напівпровідників. Співавторка 7 патентів.

## Наукові публікації
Авторка понад 70 наукових праць.
- А. В. Сандулова Получение и оценка некоторых свойств нитевидных и игольчатых монокристаллов твердых растворов системы Ge–Si // Докл. АН СССР, 153:2 (1963), С. 330—332. (рос.)
- А. В. Сандулова, П. С. Богоявленский, М. И. Дронюк Получение твердых растворов системы Ge–Si из газовой фазы // Докл. АН СССР, 143:3 (1962), С. 610–612. (рос.)